# The Getaway (Red-Hot-Chili-Peppers-Album)
The Getaway („die Flucht“) ist das elfte Studioalbum der US-amerikanischen Rockband Red Hot Chili Peppers. Es wurde am 17. Juni 2016 über das Label Warner veröffentlicht.

## Produktion
The Getaway wurde von dem US-amerikanischen Musikproduzent DJ Danger Mouse produziert. Damit ist es das erste Album der Band seit Mother’s Milk von 1989, das nicht von Rick Rubin produziert wurde. Die Produktion des Albums begann 2014, musste jedoch für acht Monate unterbrochen werden, als sich Flea, der Bassist der Band, bei einem Snowboardunfall den Arm brach. Nach dieser Unterbrechung verwarf die Band auf Anraten des Produzenten Danger Mouse ihre für das Album geschriebenen Songs, um im Studio neue zu schreiben.

## Covergestaltung
Das Albumcover zeigt ein Mädchen, einen Schwarz- und einen Waschbären, die einen Fußweg entlang laufen. Im Vordergrund sitzt eine Krähe auf einem gelben Pfeiler und im Hintergrund ist eine mit Graffiti verzierte Hauswand zu sehen. Unten links im Bild stehen die Schriftzüge Red Hot Chili Peppers und the Getaway in Schwarz.

## Titelliste
| Nr. | Titel                   | Länge |
| --- | ----------------------- | ----- |
| 1   | The Getaway             | 4:10  |
| 2   | Dark Necessities        | 5:02  |
| 3   | We Turn Red             | 3:20  |
| 4   | The Longest Wave        | 3:31  |
| 5   | Goodbye Angels          | 4:28  |
| 6   | Sick Love               | 3:41  |
| 7   | Go Robot                | 4:23  |
| 8   | Feasting on the Flowers | 3:22  |
| 9   | Detroit                 | 3:46  |
| 10  | This Ticonderoga        | 3:35  |
| 11  | Encore                  | 4:14  |
| 12  | The Hunter              | 4:00  |
| 13  | Dreams of a Samurai     | 6:09  |

## Singleauskopplungen
| Jahr | Titel            | Höchstplatzierung, Gesamtwochen, AuszeichnungChartplatzierungen (Jahr, Titel, , Platzierungen, Wochen, Auszeichnungen, Anmerkungen) | Höchstplatzierung, Gesamtwochen, AuszeichnungChartplatzierungen (Jahr, Titel, , Platzierungen, Wochen, Auszeichnungen, Anmerkungen) | Höchstplatzierung, Gesamtwochen, AuszeichnungChartplatzierungen (Jahr, Titel, , Platzierungen, Wochen, Auszeichnungen, Anmerkungen) | Höchstplatzierung, Gesamtwochen, AuszeichnungChartplatzierungen (Jahr, Titel, , Platzierungen, Wochen, Auszeichnungen, Anmerkungen) | Höchstplatzierung, Gesamtwochen, AuszeichnungChartplatzierungen (Jahr, Titel, , Platzierungen, Wochen, Auszeichnungen, Anmerkungen) | Anmerkungen                                             |
| Jahr | Titel            | DE | AT | CH | UK | US | Anmerkungen                                             |
| ---- | ---------------- | --- | --- | --- | --- | --- | ------------------------------------------------------- |
| 2016 | Dark Necessities | DE47 Gold · (6 Wo.)DE | AT48 (3 Wo.)AT | CH39 (3 Wo.)CH | UK72 Gold · (2 Wo.)UK | US67 Platin · (2 Wo.)US | Erstveröffentlichung: 5. Mai 2016 Verkäufe: + 1.775.000 |
| 2016 | The Getaway      | — | — | — | — | — | Erstveröffentlichung: 26. Mai 2016                      |
| 2016 | Go Robot         | — | — | — | — | — | Erstveröffentlichung: 8. September 2016                 |
| 2016 | Sick Love        | — | — | — | — | — | Erstveröffentlichung: 12. Dezember 2016                 |
| 2017 | Goodbye Angels   | — | — | — | — | — | Erstveröffentlichung: 4. April 2017                     |

## Rezeption

### Kritiken
Die E-Zine laut.de bewertete The Getaway mit drei von möglichen fünf Punkten. Der Redakteur Eberhard Dobler bezeichnete es als „sehr abwechslungsreiches Album“. Die Band würde so klingen wie noch nie, allerdings fehle ein wirklicher „Überhit“ auf dem Tonträger, auch wenn kein einziger Song als „Totalausfall“ bezeichnet werden könne.

### Chartplatzierungen
The Getaway stieg am 24. Juni 2016 auf Platz 2 in die deutschen Charts ein. Insgesamt konnte sich das Album 24 Wochen in den Top 100 halten, davon sechs Wochen in den Top 10 und vier Wochen auf Rang 2. In den deutschen Albumcharts des Jahres 2016 belegte es Position 30.
Am 5. Mai 2016 wurde das Lied Dark Necessities als erste von bislang vier Singles ausgekoppelt; sie erreichte Platz 47 der deutschen Charts. Außerdem wurden die Songs The Getaway und We Turn Red vorab im Internet veröffentlicht. Neben einem Musikvideo zu Dark Necessities erschienen Videos zu Go Robot, Sick Love und Goodbye Angels.
| ChartsChartplatzierungen       | Höchstplatzierung | Wochen |
| ------------------------------ | ----------------- | ------ |
| Deutschland (GfK)              | 2 (24 Wo.)        | 24     |
| Österreich (Ö3)                | 1 (15 Wo.)        | 15     |
| Schweiz (IFPI)                 | 1 (30 Wo.)        | 30     |
| Vereinigte Staaten (Billboard) | 2 (37 Wo.)        | 37     |
| Vereinigtes Königreich (OCC)   | 2 (22 Wo.)        | 22     |

| ChartsJahrescharts (2016)      | Platzierung |
| ------------------------------ | ----------- |
| Deutschland (GfK)              | 30          |
| Österreich (Ö3)                | 45          |
| Schweiz (IFPI)                 | 13          |
| Vereinigte Staaten (Billboard) | 77          |
| Vereinigtes Königreich (OCC)   | 54          |

### Auszeichnungen für Musikverkäufe
Für mehr als 100.000 verkaufte Einheiten erhielt The Getaway noch im Erscheinungsjahr in Deutschland eine Goldene Schallplatte. Auch in Österreich, der Schweiz, dem Vereinigten Königreich und den Vereinigten Staaten wurde das Album mit Gold ausgezeichnet.
| Land/Region                  | Auszeichnungen für Musikverkäufe (Land/Region, Auszeichnung, Verkäufe) | Verkäufe |
| ---------------------------- | ---------------------------------------------------------------------- | -------- |
| Argentinien (CAPIF)          | Gold                                                                   | 15.000   |
| Deutschland (BVMI)           | Gold                                                                   | 100.000  |
| Finnland (IFPI)              | Gold                                                                   | 10.000   |
| Frankreich (SNEP)            | Platin                                                                 | 100.000  |
| Italien (FIMI)               | Platin                                                                 | 50.000   |
| Japan (RIAJ)                 | Gold                                                                   | 100.000  |
| Kanada (MC)                  | Gold                                                                   | 40.000   |
| Neuseeland (RMNZ)            | Platin                                                                 | 15.000   |
| Niederlande (NVPI)           | Gold                                                                   | 20.000   |
| Österreich (IFPI)            | Gold                                                                   | 7.500    |
| Polen (ZPAV)                 | Platin                                                                 | 20.000   |
| Schweiz (IFPI)               | Gold                                                                   | 10.000   |
| Ungarn (MAHASZ)              | Platin                                                                 | 2.000    |
| Vereinigte Staaten (RIAA)    | Gold                                                                   | 500.000  |
| Vereinigtes Königreich (BPI) | Gold                                                                   | 100.000  |
| Insgesamt                    | 10× Gold · 5× Platin ·                                                 | 989.500  |

Hauptartikel: Red Hot Chili Peppers/Auszeichnungen für Musikverkäufe